# J. C. Heard
J. C. Heard (Dayton, 1917. augusztus 10. – Royal Oak, 1988. szeptember 27.) amerikai dzsesszdobos.

## Pályafutása
Heard az hioi Daytonban született, és Detroitban nőtt fel. Kisgyermekként sztepptáncosként lépett fel amatőr versenyeken és vaudeville show-kon.
Tizenegy éves kora körül kezdett érdeklődni a dobolás iránt. Elkezdte képezni magát, majd a Cass Technical High School diákja lett. Szülei támogatták és elvitték jelentős előadók detroiti koncertjeire. Különösen Chick Webb játéka volt meghatározó élménye.
A dobos Jo Jones pártfogolta, és az ő segítségével jött össze össze Count Basievel. Az első professzionális munkáját Teddy Wilson együttesénél 1939-ben kapta meg. Lemezfelvételeket készítettek a Columbia Recordsnak. A Teddy Wilson zenekar feloszlása után a Benny Carter, Louis Jordan, Louis Armstrong, Benny Goodman,Duke Ellington, Woody Herman és Dizzy Gillespie vezette zenekarokban dobolt.
Jelentős dzsesszfesztiválokon játszott Roy Eldridge-el és Charlie Parkerrel. Aztán Charles Mingus, Ray Brown, Billie Holiday, Ray Charles, Nat King Cole, Dinah Washington, Lena Horne és Sarah Vaughan társaságában is zenélt. Saját zenekarait is vezette, köztük egy kvintettet, valamint egy triót Erroll Garnerrel és Oscar Pettiforddal.
1942-1945 között Cab Calloway együttesének tagjaként lépett fel. A Calloway zenekar tagjaként számos hollywoodi filmben is szerepelt. 1953-tól tanított is. Olyan fiatal zenészek mentora lett, mint Izumi Yukimura, George Kawaguchi és Franky Sakai.
1957-ben a Coleman Hawkins-Roy Eldridge Quintettel és Teddy Wilson triójával játszott. 1966-ban Detroitba költözött, ahol zenekarvezetőként és fiatalabb zenészek mentoraként dolgozott. 1981-ben egy 13 tagú big bandet alapított. Ez az együttes Heard haláláig rendszeresen fellépett. Szívroham következtében meg 71 éves korában.

## Albumok
- 1958: This is Me, J. C. Heard
- 1983: The Detroit Jazz Tradition − Alive & Well
- 1986: Some of This, Some of That! − JC Heard Orchestra
- 1988: Mr. B. with J.C. Heard – Partners in Time (with George Benson)

## Filmek
- J. C. Heard az IMDb-n